# Laureano Vallenilla Lanz
Laureano Vallenilla Lanz (Barcelona, Anzoátegui, Venezuela; 11 de noviembre de 1870-París, Francia; 16 de noviembre de 1936) fue un escritor, periodista, sociólogo e historiador, uno de los principales representantes del pensamiento positivista venezolano. 
Alcanzó un lugar prominente en las primeras décadas del siglo XX como ideólogo y apologista de la dictadura de Juan Vicente Gómez, y al mismo tiempo logró hacerse reconocer como uno de los pensadores e historiadores más originales y controversiales de su tiempo. Su obra fundamental se nutrió teóricamente de las doctrinas que el cierre del siglo XIX había dejado en boga: el evolucionismo y el positivismo. Apoyado en ellas y con rigor académico, enfocó sus mayores desvelos sobre el tema del caudillismo.

## Biografía

### Primeros años
Hijo de José Vallenilla Cova y de Josefa María Lanz Morales, Laureano Vallenilla Lanz era el tercero de siete hermanos: Leonor, José de Jesús, Baltasar, Hercilia, Josefina y Agustín. La precaria educación formal que hasta la adolescencia recibe Laureano Vallenilla Lanz sólo encuentra reparación en la biblioteca paterna, donde la lectura es hábito que le van cimentando autores más bien inusuales para su edad: John Stuart Mill, Augusto Comte, Herbert Spencer y Charles Darwin. El conjunto compendia en lo fundamental las más recientes tendencias del pensamiento político y científico del siglo XIX. También se nutre con los clásicos de las literaturas española y francesa.
Luego de recibir el título de bachiller, quizá hacia 1886, se traslada a Caracas en busca de nuevos horizontes e ingresa en la Universidad Central de Venezuela. Un error de vocación le lleva a las aulas de Ingeniería; de ellas sale dos años más tarde, aquejado por dolencias artríticas y posiblemente también por la tardía comprensión de que su verdadero interés se ubica en otros campos. Quiere ahora dedicarse de lleno a la escritura y el periodismo. En 1889 la decisión es un hecho: está de regreso en Barcelona y escribe en las páginas del periódico La Nueva Era.[cita requerida]

### Inicio de la vida política
Una segunda vocación irrumpe algo después y se enlaza con la de las letras y el pensamiento, para constituir las dos caras de una moneda que será una constante a lo largo de casi toda su vida: ocupa en 1892 su primer cargo público, como primer oficial de la aduana de Guanta. Es el inicio de una carrera: en 1894 es secretario privado del general Nicolás Rolando, jefe civil y militar del estado Bermúdez (que posteriormente se convertiría en los estados Sucre, Monagas y Anzoátegui); en 1896 la figura de José Antonio Páez le permite entablar públicamente, con Nicomedes Zuloaga, la primera de lo que será una larga serie de polémicas sobre temas históricos, en este caso sobre la figura del prócer de la Independencia venezolana y expresidente General José Antonio Páez. Mientras Zuloaga, dentro de una tradición de la oligarquía conservadora, percibía a Páez como un civilista; Vallenilla sentía que éste encarnaba las fuerzas brutales del viejo caudillismo venezolano.
Un año después se radica definitivamente en Caracas. Pasa a ocupar el cargo de secretario privado del general Zoilo Bello Rodríguez, presidente de la Cámara de Diputados y luego Ministro de Relaciones Interiores. En el plano personal, rescata y cultiva viejas amistades universitarias: José Gil Fortoul, Lisandro Alvarado, Pedro Emilio Coll y Manuel Vicente Romero García.
Tampoco desatiende la escritura; textos de historia y de política, con Venezuela como escenario, aparecen entre 1898 y 1899 en periódicos caraqueños como El Ciudadano, El Monitor Liberal, El Tiempo, La Linterna Mágica, El Pregonero[cita requerida] y, especialmente, en la revista El Cojo Ilustrado. 
La suerte parece detenerse en 1902, cuando el gobierno de Cipriano Castro se ve amenazado por la Revolución Libertadora, liderada por el general y banquero Manuel Antonio Matos. Dos hermanos de Vallenilla, Baltasar y Agustín, están involucrados en el alzamiento. El escritor no lo está, pero aun así va a dar al Cuartel de Policía de Caracas como sospechoso de conspiración. De allí logran sacarlo las gestiones de su amigo Romero García, mientras que sus dos hermanos permanecen encarcelados en el Castillo San Carlos de Maracaibo. Meses después, una serie de artículos de prensa, que escribe contra el general Matos, impacta en las altas esferas del poder. El presidente Castro, agradecido, libera a Baltasar y Agustín y, además, nombra a Laureano Vallenilla Lanz cónsul de Venezuela en Ámsterdam.

### Vida en Europa

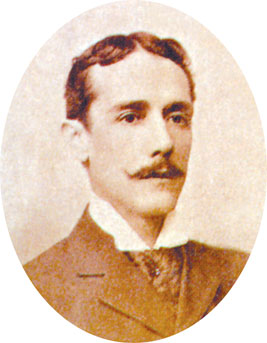
Laureano Vallenilla Lanz en 1905

En 1904 emprende el viaje a Ámsterdam. Su permanencia en Europa le permite combinar las labores consulares con el estudio del pensamiento político europeo del momento. Su interés por el tema es lo bastante profundo para llevarlo hasta París, donde en calidad de oyente asiste a las aulas de la Universidad de La Sorbona y del Collège de France. Influyen entonces notablemente en su concepción de la sociedad y de la historia, los autores Charles Langlois, Ernest Renan, Charles Seignobos, Gustave Le Bon, Hippolyte Taine y Célestin Bouglé. De igual manera, continúa la redacción de sus estudios sobre la historia política y social de Venezuela.
Debido a sus dolores reumáticos, en 1908 consigue ser trasladado a España. Desde el consulado venezolano en la ciudad de Santander, tiene acceso no sólo a los círculos intelectuales de la localidad, sino también a importantes archivos históricos, de los que extrae valiosos conocimientos para sus investigaciones sobre Venezuela. La seriedad de sus análisis la certifica la Real Academia Española de Historia, que dos años más tarde le incorpora a sus filas como individuo de número. En este período, tiene la oportunidad de tertuliar con importantes personalidades del Derecho y de la cultura como  Luis María Drago, Francisco Villaespesa, Miguel de Unamuno, Benito Pérez Galdós, Pío Baroja y otros.
En 1906 se casa con María Planchart Lovera, con quien tiene tres hijos: María Luisa (1906), Josefina (1909) y Laureano José (1912). En 1909, con la llegada al poder del general Juan Vicente Gómez, Vallenilla es trasladado nuevamente a Ámsterdam, con idéntico cargo. Acepta la designación, pero su salud le obliga a renunciar a los pocos meses.[cita requerida]

### Regreso a Venezuela
En 1910 está de vuelta en Venezuela, tras seis años ausencia. Casi inmediatamente vuelve a aparecer su firma en las más importantes publicaciones periódicas de la capital. Retorna a las páginas de El Cojo Ilustrado y El Tiempo, a las que se suma también las de El Universal, para difundir, a lo largo de cinco años, sus artículos sobre temas relacionados con la historia y la política. Con motivo del primer centenario de la emancipación; su ensayo Influencia del 19 de abril de 1810 en la independencia suramericana obtiene el primer premio de un certamen organizado por la Gobernación del Distrito Federal. En el acto conmemorativo de la efemérides, Vallenilla es presentado al general Gómez. Ese mismo año es designado Intendente de Instrucción Popular en el Distrito Federal. En 1911 es secretario del Congreso de Municipalidades y director del Archivo Nacional, cargo que ejerce hasta 1913 con comprobado provecho tanto para la instrucción como para sus propios estudios históricos.[cita requerida]
El mes de octubre de 1911 marca un hito especial en su carrera. Publica entonces dos ensayos que se cuentan entre los textos más importantes de su obra y que suscitan una verdadera revolución en las ideas históricas y políticas del momento: El gendarme necesario y La guerra de independencia fue una guerra civil. Dos años más tarde es condecorado con el Busto del Libertador, por sus investigaciones en el campo de la historiografía venezolana y sus servicios en la administración pública.[cita requerida] No obstante, salvo por sus artículos de prensa, sigue siendo un historiador inédito. No es sino en 1917 que sale de imprenta el primero de sus libros, resultado de sus investigaciones en el Archivo: Causas de Infidencia, una recopilación de documentos sobre juicios seguidos a patriotas durante la guerra de Independencia.

### Apologista de Juan Vicente Gómez
En 1913 se encarga de la dirección de El Nuevo Diario, órgano oficioso del régimen. Desde allí emprende sus más importantes campañas propagandísticas a favor de Gómez y en contra de sus detractores. Cuando dé por culminadas sus labores al frente del periódico, en 1931, habrá escrito a ese respecto lo suficiente para llenar dos volúmenes que, con el título común de Campañas políticas de El Nuevo Diario, publicará sucesivamente en 1919 y 1926. 
En 1916 ocupa en el Congreso Nacional un puesto como senador por el estado Apure; en 1918 es miembro de la Academia Nacional de la Historia, de la que será luego director (1924-1927). En 1919 vuelve sobre su tesis del gendarme necesario, ahora convertida en capítulo de un libro completo Cesarismo democrático. Analiza allí la conformación de la sociedad venezolana, a la luz de la teoría y la metodología de la escuela positivista, y se extiende en la justificación de la figura del caudillo o gobernante autoritario como único ente capaz de regular y controlar el poder político en naciones como Venezuela, en las que no percibe un pueblo capacitado para el ejercicio del sistema democrático.

### Últimos años
Miembro del Congreso por el estado Sucre, en 1920 pasa a ocupar la Presidencia de la Cámara del senado, posición que volverá a estar en sus manos en 1923 y entre los años 1930 y 1931. Entretanto publica en 1921 una recopilación de artículos, ensayos y discursos, que titula Críticas de sinceridad y exactitud. A este texto se suma en 1930 otro nuevo libro, más denso y ambicioso: Disgregación e integración. Recorre allí el desarrollo evolutivo de la sociedad venezolana, que concibe como un proceso dinámico; inestable y disgregativo en una larga etapa, como producto de características propias que se manifiestan en instituciones públicas incongruentes con la realidad; e integrador luego, como resultado del ejercicio del poder por parte del caudillo, que deviene en elemento unificador y regulador de las relaciones sociales.
Un año más tarde retorna nuevamente a Europa, en calidad de enviado extraordinario y ministro plenipotenciario de Venezuela en Francia y Suiza. Al enterarse de la muerte de Juan Vicente Gómez en diciembre de 1935 renuncia a su cargo. El tiempo que le resta lo vive en París. Víctima de una enfermedad pulmonar muere en la capital francesa el 16 de noviembre de 1936. Sus restos fueron repatriados y enterrados en Caracas en octubre de 1955 siendo su hijo Laureano Vallenilla-Lanz Planchart ministro del interior de Marcos Pérez Jiménez. 
Sus últimos días de vida se vieron oscurecidos por las acusaciones que le tocó afrontar. No pocos detractores del gomecismo le acusaron de corrupto, de vender su pluma, traficar con las ideas y haberse enriquecido con el dinero público. En esas denuncias contaba el peso de una libertad de expresión férreamente reprimida a lo largo de tres décadas, y también el propósito manifiesto de condenar en Vallenilla al régimen en su conjunto. Pero, al margen de esa circunstancia, Laureano Vallenilla Lanz ha sido uno de los historiadores más originales e imaginativos que ha tenido Venezuela.

## Legado

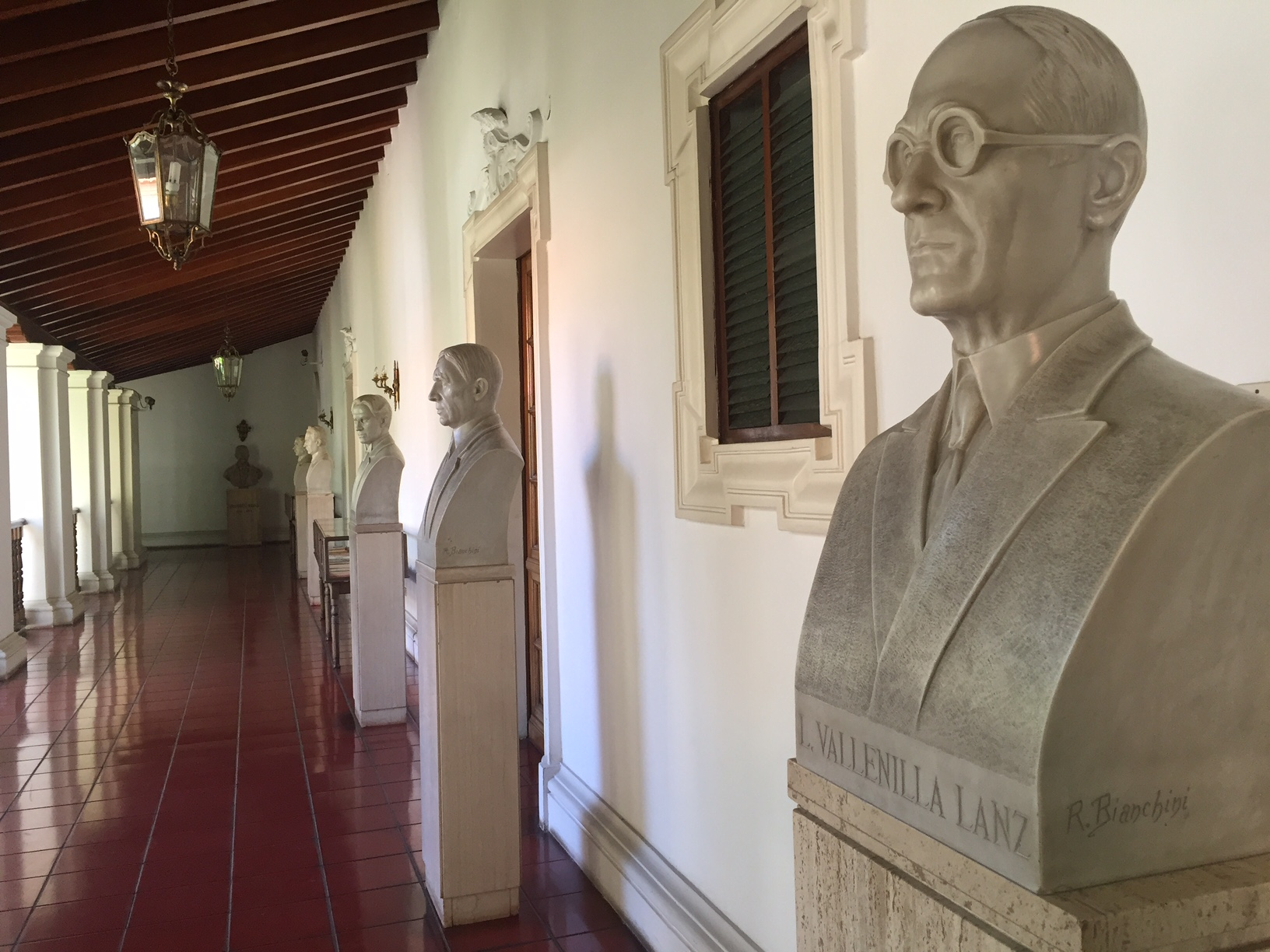
Busto de Laureano Vallenilla Lanz en el Palacio de las Academias de Caracas

Ideólogo del régimen del general Juan Vicente Gómez y autor de la tesis del «gendarme necesario», Vallenilla utilizó todo el andamiaje de las doctrinas científicas en boga para defender como necesidad histórica, desde el terreno periodístico y académico, la existencia de regímenes caudillistas y autoritarios en Hispanoamérica. Aunque tales ideas fueron motivo de agrias polémicas entre sus pares latinoamericanos y no sobrevivieron a la dictadura, este destacado exponente del positivismo hizo importantes aportes a la comprensión de la historia venezolana. Fue el primero en señalar el carácter de guerra civil implícito en la contienda contra la Corona Española por la independencia; la aspiración a estudiar el sentido que podían tener las sublevaciones previas a 1810 desligándolas del hecho de la independencia; la importancia atribuida al estudio de la procedencia antropológica y cultural de los esclavos americanos en el examen de sus sublevaciones; la importancia atribuida a la sociedad colonial y republicana del siglo XIX; la teoría del caudillismo; el carácter local del proceso independentista venezolano confrontado con el de otros países de América Latina y el papel que jugaron los partidos históricos en el siglo XIX republicano.
Las ideas sociales del positivismo y el pensamiento político de Laureano Vallenilla Lanz han perdido su vigencia en el contexto del pensamiento venezolano. Sin embargo, dejaron una huella profunda en diversos niveles. A nivel de historia de las ideas, en Venezuela no se puede prescindir de su estudio. Cuarenta años después de la muerte de Vallenilla, todavía tenían éxito en algunos sectores de la sociedad consignas partidistas, como «Democracia con energía», que no puede menos que hacer recordar la «Democracia con César» que imponga y mantenga el orden social y político que asegure el proceso de los que hasta ahora han progresado en el país.